# Alexandre Hollan
Alexandre Hollan (Sándor Hollán en hongrois) né en 1933 à Budapest, est un peintre, graphiste, illustrateur français d'origine hongroise. Il travaille principalement deux sujets ; celui de l'arbre et celui des natures mortes qu’il préfère nommer « vies silencieuses ».

## Biographie
Alexandre Hollan passe son enfance  entre la campagne de Transdanubie et Budapest . Après ses années de lycée à partir de 1950 il se forme auprès du peintre Emánuel Béla (1879 - 1976).
En 1952, la famille Hollán est déclarée ennemie par les occupants communistes. Après son service militaire, le jeune Sándor souhaite faire des études d'art, mais cela ne lui est pas permis ; toutefois il bénéficie entre 1955 et 1956, d'une bourse pour étudier dans l'atelier des décors de théâtre de Budapest, dont il obtient le diplôme. Il travaille alors comme peintre de décors au Théâtre d'Eger.
Lors de la révolution hongroise de 1956, il décide de fuir le pays, il rejoint d'abord Vienne, puis Paris où, réfugié politique, il s'inscrit aux Beaux-Arts dans l'atelier de Roger Chapelain-Midy. Puis il se tourne vers l'école des arts décoratifs et obtient un diplôme avec la spécialité « arts graphiques »en 1962,.
Cette formation lui permet de gagner sa vie pendant une quinzaine d'années.
Il découvre la peinture contemporaine, celle de Bram van Velde, Franz Kline, Mark Rothko et surtout celle de Giorgio Morandi.
Il parcourt la France et l'Europe, vivant et travaillant dans sa voiture transformée en atelier roulant,.
En 1984, il achète une ferme à Gignac, dans le Languedoc. Depuis lors, il partage son temps entre Paris ou Ivry, où il travaille sur ses natures mortes dans ses ateliers en hiver, et sa maison dans le sud de la France, où il dessine des arbres à l'extérieur en été. L'arbre est son motif principal qu'il crée souvent au pinceau à l'encre de Chine, au fusain ou à la peinture (acrylique ou gouache en lavis).
Alexandre Hollan enseigne à l'académie Charpentier de 1984 à 1993. En 1985, il rencontre le poète Yves Bonnefoy. « De nombreux livres et textes sur l'art naissent de [leur] amitié ».
Il a fallu beaucoup de temps pour que l'importance de Hollan soit reconnue. Il a pu exposer régulièrement dans les galeries parisiennes, mais ce n'est qu'au tournant du millénaire que des institutions plus connues l'ont remarqué. Des expositions ont eu lieu au Musée Jenisch à Vevey (2001), au Musée d'art de Joliette (2006), au Musée Morandi à Bologne (2011), au Musée des Beaux-Arts de Budapest (2011), au Musée Fabre de Montpellier (2012),  au Musée Granet, au château de Chambord, entre autres.

## Expositions personnelles avant l'année2000
- Munich (1976, 1984)[11],[4].
- Hanovre (1980–1997)[11],[4].
- Paris (1983-1991, 1999)[11]
- Genève (1989)[11]
- Budapest (1993)[11].

## Peintures sélectionnées
- Grand Arbre dans le Lot (1965)
- Causses des Gramat (1975)
- Chêne d'un jour (1994)
- Örökzöld tölgy
- Comme éj sznei (2006)
- Féktelen, nagy tölgy (2006)

## Publications (sélection)
- Je suis ce que je vois, Le temps qu'il fait, 1997 (ISBN 978-2749248028, présentation en ligne), réed. sous le titre Alexandre Hollan, Je suis ce que je vois. Notes sur la peinture et le dessin 1975-2015, préface de Jean-Yves Pouilloux, Érès, « Po & psy a parte », 2015.
- La danse de la nature – Illustré, Pagine d'Arte, 2018,  (ISBN 978-8896529980).
- Au Pont du diable: Croquis 1995-2010, L'Atelier Contemporain, 2019,  (ISBN 979-1092444766).
- L' Arbre au-delà des images, avec Yves Bonnefoy, William Blake & Co, 2003,  (ISBN 978-2841031313).